# Белозерско-бежецкие говоры
Белозе́рско-бе́жецкие го́воры — говоры севернорусского наречия, распространённые в западной части Вологодской и северо-восточной части Тверской областей. Белозерско-бежецкие говоры входят в состав межзональных говоров северного наречия наряду с лачскими и онежскими говорами, так как данные говоры размещены в области взаимопересечения изоглосс противоположных с территориальной точки зрения диалектных зон (западной и северо-западной — с одной стороны и северо-восточной — с другой), а также изоглосс групп говоров северного наречия различной локализации (Ладого-Тихвинской — с одной стороны и Вологодской и Костромской — с другой). Авторы диалектного членения русского языка не классифицировали белозерско-бежецкие говоры как самостоятельную группу говоров в связи с тем, что их область распространения не выделяется пучками изоглосс в пределах северного наречия — любые диалектные черты на их территории размещены непоследовательно.
Как и все остальные севернорусские говоры белозерско-бежецкие сформировались в результате междиалектного взаимодействия носителей новгородского и ростово-суздальского диалектов. В период освоения русскими северных земель по области распространения современных белозерско-бежецких говоров проходили колонизационные потоки новгородцев — с запада и ростово-суздальцев, основавших здесь один из древнейших форпостов у Белого озера, — с юго-востока.
Белозерско-бежецкие говоры размещены в центральной части ареала северного наречия, они разделяют все севернорусские диалектные особенности и черты северной диалектной зоны, а также черты, общие для межзональных говоров северного наречия. Языковые черты диалектных зон (кроме северной) и соседних групп говоров в белозерско-бежецких говорах имеют различную степень распространения, некоторые из них совсем отсутствуют. При этом отмечается бо́льшая близость белозерских говоров к вологодским и бежецких говоров к костромским, в частности, в характеристике их вокализма.
Белозерско-бежецкие говоры выделяются среди других севернорусских говоров наличием чередования фонем /в/ с /w/ и /х/; удвоенным произношением согласных в соответствии сочетаниям согласных с /j/ (сви[н’н’]а́, пла́[т’т’]а); наличием палатальных («шепелявых») согласных [с’’], [з’’]; распространением форм родительного падежа единственного числа местоимений и прилагательных с отсутствием согласных в окончании (коо́, моо́, новоо́); распространением форм родительного и предложного падежей множественного числа прилагательных и предложного падежа множественного числа существительных с согласным ф в окончании (в бол’ши́ф дома́ф); произношением окончания 2-го лица единственного числа возвратных глаголов -шша — -шшы (смêйо́[шш]а, смêйо́[шш]ы); распространением слов: назём «навоз»; певу́н, пеу́н «петух»; пора́то «очень» и т. д.

## Вопросы классификации
| Классификация: - Русский язык - Севернорусское наречие - Межзональные говоры Белозерско-бежецкие говоры на карте говоров севернорусского наречия (При нажатии на изображение территории какой-либо группы говоров будет осуществлён переход на соответствующую статью) |

На первой диалектологической карте русского языка, составленной в 1914 году, территория современных белозерско-бежецких говоров входила в состав Восточной группы говоров северновеликоруского наречия (белозерские говоры — на севере) и Владимирско-Поволжской группы говоров северновеликоруского наречия (бежецкие говоры — на юге). Впервые белозерско-бежецкие говоры были выделены как самостоятельная диалектная единица в составе диалектов русского языка на диалектологической карте 1964 года, в современной группировке говоров русского языка они представляют собой часть переходных говоров, размещённых между западной и восточной частью ареала севернорусского наречия.

## Ареал
Ареал белозерско-бежецких говоров размещается в центральной части области распространения севернорусских говоров на территории западной части Вологодской области (в районах городов Белозерск и Череповец) и северо-восточной части Тверской области (в районе города Бежецк).
К северу от белозерско-бежецких говоров распространены другие межзональные говоры северного наречия — говоры Онежской группы (к северо-западу) и лачские говоры (к северо-востоку). С востока к белозерско-бежецким говорам примыкают говоры восточного севернорусского ареала — говоры Вологодской группы (на востоке и северо-востоке) и говоры Костромской группы (на юго-востоке). На юге белозерско-бежецкие говоры граничат со среднерусскими говорами — с говорами Тверской подгруппы Владимирско-Поволжской группы (на юге) и с селигеро-торжковскими говорами (на юго-западе). К западу от белозерско-бежецкого ареала распространены западные севернорусские говоры Ладого-Тихвинской группы.

## Особенности говоров
В языковой комплекс белозерско-бежецких говоров входит бо́льшая часть севернорусских диалектных черт, причём некоторые из этих черт имеют наиболее последовательное распространение именно в белозерско-бежецких и других межзональных говорах, а также все черты северной диалектной зоны. Помимо этого в белозерско-бежецких говорах распространены некоторые явления, относящиеся к окраинным частям ареалов западной, северо-западной и северо-восточной диалектных зон, а также Вологодской и Костромской групп говоров. Кроме того белозерско-бежецким говорам свойственны черты, общие для всех межзональных говоров северного наречия, и некоторые местные диалектные явления, имеющие, как правило, непоследовательное распространение, нередко ограниченное только белозерским или только бежецким ареалом.

### Севернорусские диалектные черты
К чертам северного наречия, распространённым в белозерско-бежецких говорах, в частности, относятся такие, как:
1. Полное оканье — различение гласных неверхнего подъёма после твёрдых согласных в первом и втором предударном слоге, а также в заударных слогах: д[о]мá, м[о]локо́, нáд[о]; д[а]вáй, д[а]л’око́, о́кн[а] и т. п.[14][15][16];
2. Смычное образование звонкой задненёбной фонемы /г/ и её чередование с /к/ в конце слова и слога: но[г]á — но[к], бер’о[г]у́с’ — бер’о́[к]с’а и т. п.[17][18][19];
3. Отсутствие /j/ в интервокальном положении, явления ассимиляции и стяжения в сочетаниях гласных у глаголов и прилагательных: дêл[а]т, зн[а]т, ум[é]т; но́в[а], молод[а́], но́в[ы], молод[ы́], но́в[у], молод[у́] и т. п.
4. Наличие сочетания мм в соответствии сочетанию бм: о[мм]áн, о[мм]éн и т. п.[20][21][22]
5. Наличие у существительных женского рода с окончанием -а и твёрдой основой в форме родительного падежа единственного числа окончания -ы.
6. Общая форма существительных и прилагательных во множественном числе для дательного и творительного падежа[23].
7. Распространение слов о́зимь, о́зима «всходы ржи»; ора́ть «пахать» наряду со словом паха́ть[24]; зы́бка «подвешиваемая к потолку колыбель»[3]; ковш, ко́вшик; квашня́, квашо́нка[25]; бре́зговать; сковоро́дник «приспособление для вынимания сковороды из печи»[3]; пого́да в значении «плохая погода» и другие слова и диалектные черты.

### Черты диалектных зон
В области распространения белозерско-бежецких говоров отмечается взаимоналожение ареалов противоположных с территориальной точки зрения диалектных зон (западной, северо-западной и северо-восточной). К чертам западной диалектной зоны, отмечаемым в белозерско-бежецких говорах, относятся следующие черты:
1. Употребление местоимения мужского рода 3-го лица с начальным /j/ — йон (он). В западной части белозерско-бежецкого ареала также встречаются местоимение 3-го лица женского рода йона́ (она) и местоимение 3-го лица множественного числа йоне́ (они).
2. Употребление деепричастия в роли сказуемого: по́езд ушо́вши.

Из числа черт северо-западной диалектной зоны встречается конструкция типа у меня воды́ прине́сено. Также для белозерско-бежецких говоров характерен ряд черт северо-восточной диалектной зоны, шире распространённых в восточной части белозерско-бежецкого ареала.
Из черт северной диалектной зоны распространены такие черты, как:
1. Произношение с мягкими согласными н'  и с'  прилагательных с суффиксами -ск-: же́[н']ский, ру́[с']ский и т. п.
2. Склонение существительного сосна с постоянным ударением на основе: со́сны, со́сну, со́сна.
3. Распространение безличных предложений с главным членом — страдательным причастием и объектом в форме винительного падежа: всю карто́шку съе́дено.
4. Употребление именительного падежа существительных женского рода с окончанием -а в качестве прямого дополнения при инфинитиве: пошёл ко́сить трава́, копа́ть карто́шка и т. д.
5. Распространение конструкций с повторяющимся словом да при однородных членах предложения: прополо́ли карто́шку да, све́клу да, лук да.
6. Распространение слов: паха́ть «подметать пол»; жи́то «ячмень»; ципля́тница, ципляту́ха, ципляти́ха «наседка»; баско́й, ба́ский, баско́, баса́ «красивый», «красиво», «красота» и т. д.

### Черты межзональных говоров
В ареале белозерско-бежецких говоров в той или иной степени распространены диалектные черты, общие для всех межзональных говоров северного наречия:
1. Замена /ф/ на х, хв, более последовательно распространённая, чем в говорах Вологодской группы: тор[х], ко́[х]та, [хв]акт и т. п.
2. Произношение [ф] в соответствии сочетанию хв: [ф]ост, [ф]о́йа и т. п.
3. Особенности в произношении слов о́болоко (с полногласным сочетанием), ди́вер’ (с гласным и под ударением) и т. д.
4. Формы родительного падежа множественного числа с окончанием -ей от существительных с основой на ц, распространённые более последовательно и лексически неограниченно, чем в вологодских говорах: огурц[е́й], пал’ц[е́й] и т. п.
5. Распространение форм 2-го лица единственного числа даси́ и йеси́ от глаголов дать и есть.
6. Распространение слов кропа́ть, закропа́ть, прикропа́ть «класть заплату»; рвать «теребить» (о льне); ря́вгает, ня́вгает «мяукает» (о кошке); ула́ндает «воет» (о волке) и другие слова и диалектные черты.

### Местные диалектные черты
К специфическим диалектным чертам белозерско-бежецких говоров относятся:
1. Вокализм после мягких согласных, сходный в белозерских говорах с вокализмом говоров Вологодской группы, в бежецких говорах — с вокализмом говоров Костромской группы:
  - В белозерских говорах:
    - В соответствии этимологическим /е/, /ĕ/, /а/ под ударением произносятся следующие гласные:
      - В положении перед твёрдыми согласными — [о]: н’[о]с «нёс»; [е] наряду с [и] в лексически ограниченных случаях при возможных в некоторых районах [ȇ] и [ ͡ие]: б[е́]лой, б[и́]лой, б[ȇ]лой, б[ ͡ие]лой «белый»[27][28]; [а]: п’[а́]той «пятый»;
      - В положении перед мягкими согласными — [е]: д[е]н’ «день»; [и], [ȇ], реже [е]: зв[и]р’, зв[ȇ]р’, зв[е]р’ «зверь»[29][30]; [е]: п[е]т’ «пять»[31][32];

    - В соответствии этимологическим /е/, /ĕ/, /а/ в первом предударном слоге произносятся следующие гласные:
      - В положении перед твёрдыми согласными — [е], реже [о]: н[е]су́, н’[о]су́; [е]: р[е]ка́; [а]: пр’[а]ла́;
      - В положении перед мягкими согласными — [е], реже [и]: н[е]си́, н[и]си́; [и], реже [е]: р[и]ки́, р[е]ки́; [е]: пр[е]ди́.

  - В бежецких говорах:
    - В соответствии этимологическим /е/, /ĕ/, /а/ под ударением произносятся следующие гласные:
      - В положении перед твёрдыми согласными — [о]: н’[о]с «нёс»; [е], [ȇ], реже [ ͡ие]: б’[е́]лой, б’[ȇ]лой, б’[ ͡ие]лой «белый»[27][28]; [а]: п’[а́]той «пятый»;
      - В положении перед мягкими согласными — [е]: д[е]н’ «день»; [и], [е], реже [ȇ]: зв[и]р’, зв[ȇ]р’, зв[е]р’ «зверь»[29][30]; [а]: п’[а]т’ «пять»;

    - В соответствии этимологическим /е/, /ĕ/, /а/ в первом предударном слоге произносятся следующие гласные (в бежецких говорах в отличие от костромских случаи произношения [е] в соответствии /а/ как перед твёрдыми, так и перед мягкими согласными, становятся менее регулярными, при этом на западной части территории бежецких говоров отмечены случаи произношения [а] в соответствии /о/: н’[а]су́):
      - В положении перед твёрдыми согласными — [е] ([о]): н’[е]су́ (н’[о]су́); [е]: р’[е]ка́; [е] ([а]): пр’[е]ду́ (пр’[а]ду́);
      - В положении перед мягкими согласными — [е], реже [и]: н[е]си́, н[и]си́; [и] наряду с [е]: в р[и]кȇ, в р[е]кȇ; [е], реже [а]: пр[е]ди́, пр[а]ди́.

  - Особым типом вокализма в первом предударном слоге характеризуются говоры по течению Мологи:
    - В положении перед твёрдыми согласными — [е] наряду с [о]: н’[е]су́, н’[о]су́; [е]: р’[е]ка́; [а]: пр’[а]ла́;
    - В положении перед мягкими согласными — [е]: н[е]си́; [и] наряду с [е]: р[и]ки́, р[е]ки́; [а]: пр[а]ди́.
2. Чередование фонем /в/ с /w/ и /х/ в слабой позиции: [в]ода́, пра́[w]да, но ла́[х]ка «лавка», коро́[х] «коров» и т. п.
3. Более последовательное, чем в других севернорусских говорах, распространение мягких шипящих согласных ш’ и ж’.
4. Распространение произношения долгих согласных в соответствии сочетаниям согласных с /j/, отмечаемое с большей последовательностью, чем в других севернорусских говорах: сви[н’н’]а́, пла́[т’т’]а, су[д’д’]а́ и т. п. Данное явление входит в языковой комплекс юго-западной диалектной зоны.
5. Непоследовательно распространённое употребление палатальных («шепелявых») согласных [с’’], [з’’] в соответствии мягким свистящим /с/, /з/. Палатальные согласные характерны также для говоров Поморской группы.
6. Произношение сочетания мн в соответствии вн в ряде слов: дамно́ (давно), реже рамно́ (равно) и т. д. Данное явление имеет непоследовательное распространение.
7. Произношение сочетания вн в соответствии мн в словах по́вн’у (помню), вно́го (много). Ареал этого явления продолжается на юг — в тверские говоры Владимирско-Поволжской группы. В пределах белозерско-бежецких говоров эта диалектная черта распространена непоследовательно.
8. Произношение некоторых слов с рядом особенностей: фто (кто) (в основном в белозерских говорах); футор (хутор) с начальным [ф] на месте /к/ и т. д.
9. Наличие форм именительного падежа единственного числа матер’ и единично дочер’ от существительных мат’ и доч’.
10. Распространение форм родительного падежа единственного числа местоимений и прилагательных с отсутствием согласных в окончании: коо́, моо́, твоо́, новоо́, белоо́ и т. п. Данные формы характерны прежде всего для белозерских говоров, ареал этого явления продолжается на территорию говоров Вологодской группы.
11. Распространение форм родительного и предложного падежей множественного числа прилагательных и предложного падежа множественного числа существительных с согласным ф в окончании: в бол’ши́ф дома́ф, на лошад’а́ф, на нога́ф и т. п. Такие же формы существительных распространены в южном направлении в тверских говорах и в восточных среднерусских акающих говорах отдела Б.
12. Наличие южнорусских форм дательного и предложного падежей существительных единственного числа личного местоимения 1-го лица от основы -мен: к менê, об менê.
13. Произношение окончания 2-го лица единственного числа возвратных глаголов -шша — -шшы, распространённое в белозерских говорах: смêйо́[шш]а, смêйо́[шш]ы (смеёшься) и т. п.
14. Формы инфинитивов глаголов с основой на задненёбный согласный с суффиксом -чи́: печи́, сечи́, стеречи́ и т. п. Такие же формы отмечаются во владимирско-поволжских говорах. Данное явление относится к более широкому диалектному явлению, охватывающему инфинитивы с окончанием -и́ под ударением (печи́, пекчи́, пекти́; стеречи́, стерегчи́, стерегти́), это явление входит в число черт северо-восточной диалектной зоны.
15. Распространение следующих слов: ко́жанки, шубя́нки «рукавицы, сшитые из овчин»; назём «навоз»; певу́н, пеу́н «петух»; жни́твина, жнитви́на «сжатое поле»; пора́то «очень», бота́ть «бодать» (о корове) и т. д.